# Annie Fischer
Annie Fischer (Budapest, 5 de juliol de 1914 - 10 d'abril de 1995) fou una famosa pianista clàssica hongaresa.

## Biografia
Va estudiar en l'Acadèmia Franz Liszt amb Ernő Dohnányi guanyant el concurs homònim en 1933. Va ser una nena prodigi i va debutar als vuit anys.
Va actuar a Europa i Austràlia i al final de la seva carrera als Estats Units d'Amèrica.

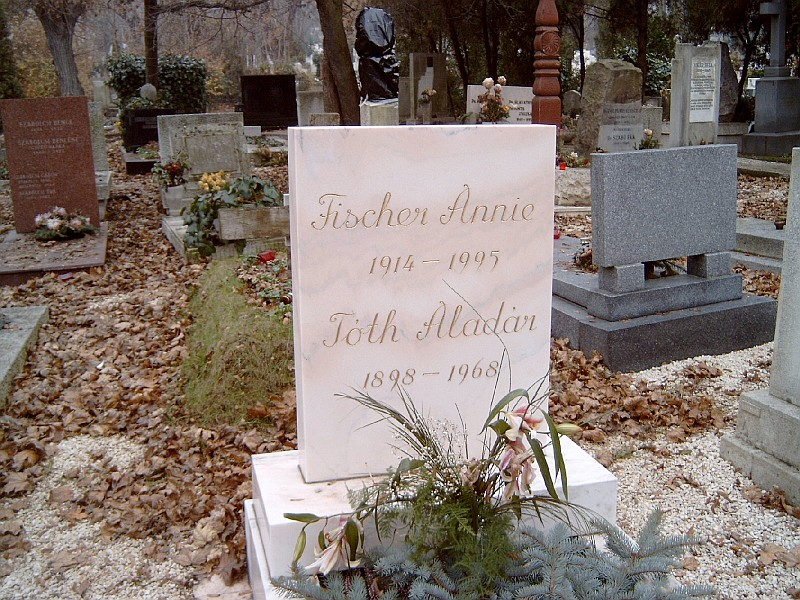
Làpida a la tomba d'Annie fischer i Aladar Toth, al Cementiri de Farkasrét, Budapest.

Fou l'esposa del musicòleg Aládar Tóth (1898-1968), amb qui es va casar l'any 1937. Ambdós va ser enterrats a la mateixa tomba, a Budapest.
El 1940 Annie Fischer va fugir de la persecució nazi i es va refugiar amb el seu espòs a Suècia, tornant a Budapest en 1946, on va morir en 1995.
El 1965 va ser nomenada docent honoraria de l'Acadèmia Musical de Budapest.
Dins de la seva àmplia discografia, es troba la versió integral de les 32 sonates de Beethoven, sent una de les poques pianistes que ha encarat aquesta tasca. Aquest projecte el va concloure en 17 anys, finalitzant el 1977. No va permetre que aquests registres sortissin al mercat comercial durant la seva vida.
Sviatoslav Richter va escriure sobre ella: “Annie Fischer és una gran artista, amb un esperit de grandesa i genuïna profunditat en les seves interpretacions”. L'any 1959 va gravar diverses obres al costat del director Wolfgang Sawallisch.
En els seus registres discogràfics s'evidencia no solament el seu gran virtuosisme sinó també el sentit romàntic de les seves execucions. Aquestes obres van ser enregistrades gairebé totes en concerts en viu. Les seves interpretacions estaven centrades en Mozart i Beethoven, però també va enregistrar Schubert, Chopin, Liszt, Brahms, Schumann, com també compositors hongaresos més contemporanis: Bartók, Kodály i el que fos el seu mestre, Dohnányi.
Fischer va tocar en la majoria de les sales prestigioses d'Europa, i també al Canadà, Japó, Xina, Austràlia i els Estats Units, on va debutar el 1961 al Carnegie Hall de Nova York, dirigida per George Szell amb l'Orquestra de Cleveland. També és molt recordada per la seva aparició de 1982 en el Carnegie Hall. A més a més, va participar en els festivals musicals d'Edimburg, Països Baixos i Praga.
Va obtenir tres vegades el premi “Kossuth” d'Hongria, per la seva rellevància en el camp artístic.
Admirada també per Otto Klemperer i Maurizio Pollini, va destacar en interpretacions de Wolfgang Amadeus Mozart, Ludwig van Beethoven, Johannes Brahms, Franz Schubert i Robert Schumann, així com de Béla Bartók.
La crítica especialitzada va destacar, a més de la seva tècnica, la seva forma d'estendre els ritmes més enllà dels seus límits naturals i la intensitat de les seves interpretacions. També s'ha destacat que tenia una gran personalitat en l'execució, elevats valors interpretatius i una tècnica colossal; que recorda en certa forma a la pianista argentina Martha Argerich.

## Discografia
Els seus enregistraments han estat publicades pels segells BBC Records, Doremi, EMI Classics, Hungaroton, Orfeu, Palexa, Q Disc, Urania, Melodiya i ICA Classics.

### Beethoven
- Concert No. 1 en Do major, Op. 15 (1)
- Concert No. 3 en Do menor, Op. 37 (3)
- Concert No. 5 en Mi bemoll major, Op. 73 "Emperador" (1)
- Sonata No. 1 en Fa menor, Op. 2, núm. 1 (2)
- Sonata No. 2 en La major, Op. 2, núm. 2 (2)
- Sonata No. 3 en Do major, Op. 2, núm. 3 (2)
- Sonata No. 4 en Mi bemoll major, Op. 7 (2)
- Sonata No. 5 en Do menor, Op. 10, núm. 1 (2)
- Sonata No. 6 en Fa major, Op. 10, múm. 2 (2)
- Sonata No. 7 en Re major, Op. 10, núm. 3 (3)
- Sonata No. 8 en Re menor, Op. 13 "Patètica" (3)
- Sonata No. 9 en Mi major, Op. 14, núm. 1 (2)
- Sonata No. 10 en Sol major, Op. 14, núm. 2 (2)
- Sonata No. 11 en Si bemoll major, Op. 22 (2)
- Sonata No. 12 en La bemoll major, Op. 26 "Marxa fúnebre" (1)
- Sonata No. 13 en Mi bemoll major, Op. 27, núm. 1 "Quasi una fantasia" (2)
- Sonata No. 14 en Do sostingut menor, Op. 27, núm. 2 "Clar de lluna" (4)
- Sonata No. 15 en Do major, Op. 28 "Pastoral" (2)
- Sonata No. 16 en Sol major, Op. 31, núm. 1 (3)
- Sonata No. 17 en Re menor, Op. 31, núm. 2 "La tempesta" (2)
- Sonata No. 18 en Mi bemoll major, Op. 31, núm. 3 (2)
- Sonata No. 19 en Sol menor, Op. 49, núm. 1 (2)
- Sonata No. 20 en Sol major, Op. 49, núm. 2 (2)
- Sonata No. 21 en Do major, Op. 53 "Waldstein" (2)
- Sonata No. 22 en Fa major, Op. 54 (2)
- Sonata No. 23 en Fa menor, Op. 57 "Appassionata" (2)
- Sonata No. 24 en Fa sostingut major, Op. 78 (2)
- Sonata No. 25 en Sol major, Op. 79 (2)
- Sonata No. 26 en Mi bemoll major, Op. 81a "Els adéus" (2)
- Sonata No. 27 en Mi menor, Op. 90 (2)
- Sonata No. 28 en La major, Op. 101 (2)
- Sonata No. 29 en Si bemoll major, Op. 106 "Hammerklavier" (2)
- Sonata No. 30 en Mi major, Op. 109 (2)
- Sonata No. 31 en La bemoll major, Op. 110 (2)
- Sonata No. 32 en Do menor, Op. 111 (3)
- Variacions (32) en Do menor sobre un tema original, WoO 80 (1)
- Variacions i Fuga in Mi bemoll major sobre el tema original 'Eroica', Op. 35

### Mozart
- Concert núm. 20 en Re menor, K 466. (1)
- Concert núm. 20 en Re menor, K 466: 2nd moviment, Romanze. (4)
- Concert núm. 21 en Do major, K 467 (3)
- Concert núm. 21 en Do major, K 467: 2nd moviment, Andante (3)
- Concert núm. 22 en Mi bemoll major, K 482 (5)
- Concert núm. 22 en Mi bemoll major, K 482: 2n moviment, Andante (1)
- Concert núm. 23 en La major, K 488: 2nd moviment, Adagio (1)
- Concert núm. 24 en Do menor, K 491 (1)
- Concert núm. 27 en Si bemoll major, K. 595 (1)
- Preludi i Fuga en Do major, K 394 (383a) (1)
- Rondó per a Piano i Orquestra en Re major, K 382 (1)
- Sonata núm. 10 en Do major, K 330
- Sonata núm. 12 en Fa major, K 332 (300k) (1)
- Sonata núm. 14 en Do menor, K 457 (1)

### Schumann
- Carnaval, Op. 9 (2)
- Concert en La menor, Op. 54 (2)
- Kinderszenen, Op. 15 (2)
- Kreisleriana, Op. 16 (2)
- Fantasia en Do major, Op. 17 (1)

### Bartók
- Concert núm. 3, Sz 119 (3)
- Cançons camperoles hongareses (15) per a piano, Sz 71 (1)
- Danses populars romaneses, Sz 56
- Allegro Barbaro, Sz 49

### Liszt
- Estudis de concert (3), S 144: núm. 3 en Re bemoll major, Un sospir (1)
- Concert núm. 1 en Mi bemoll major, S 124 (2)
- Grans estudis (6) de Paganini, S 141: núm. 6 en La menor, Quasi Presto (1)
- Sonata en Si menor, S 178 (1)
- Rapsòdia Hongaresa núm.14

### Schubert
- Impromptus (4), D 935/Op. 142: núm. 1 en Fa menor (1)
- Impromptus (4), D 935/Op. 142: núm. 2 en La bemoll major (1)
- Impromptus (4), D 935/Op. 142: núm. 3 en Si bemoll major
- Impromptus (4), D 935/Op. 142: núm. 4 en Fa menor (1)
- Sonata en La major, D 959 (1)
- Sonata en Si bemoll major, D 960 (2)

### Chopin
- Concert núm. 1 en Mi menor, B 53/Op. 11 (1)
- Balada núm. 1 en Sol menor op. 23
- Scherzo núm. 3 en Do sostingut menor, B 125/Op. 39 (1)

### Bach
- Concert de Brandenburg núm. 5 en Re major, BWV 1050

### Brahms
- Sonata núm. 3 en Fa menor, Op. 5

### Dohnányi
- Rapsòdies (4), Op. 11: núm. 2 en Fa sostingut menor

### Haydn
- Sonata per a teclat en Fa menor, H 17 núm. 6

### Kodály
- Danses de Marosszék
- 7 Peces per a Piano, Op.11: núm. 2 "Szekely keserves"

### Mendelssohn
- Rondó capriccioso en Mi major, Op. 14
- Scherzo en Mi menor, Op. 16 núm. 2